# Spoorlijn 275 (Tsjechië)
Spoorlijn 275 (ook bekend onder de naam Železniční trať Olomouc – Drahanovice, wat Spoorlijn Olomouc – Drahanovice betekent) is een spoorlijn in Tsjechië. Lijn 275 loopt van Olomouc, via Senice na Hané, naar Drahanovice. De lijn is in 1883 in gebruik genomen. Over het traject rijden stoptreinen van de Tsjechische staatsmaatschappij České dráhy. Van Olomouc tot Senice na Hané is de lijn geclassificeerd als een lokaalspoorweg, het deel Senice na Hané tot Drahanovice als hoofdspoorweg.

## Galerij

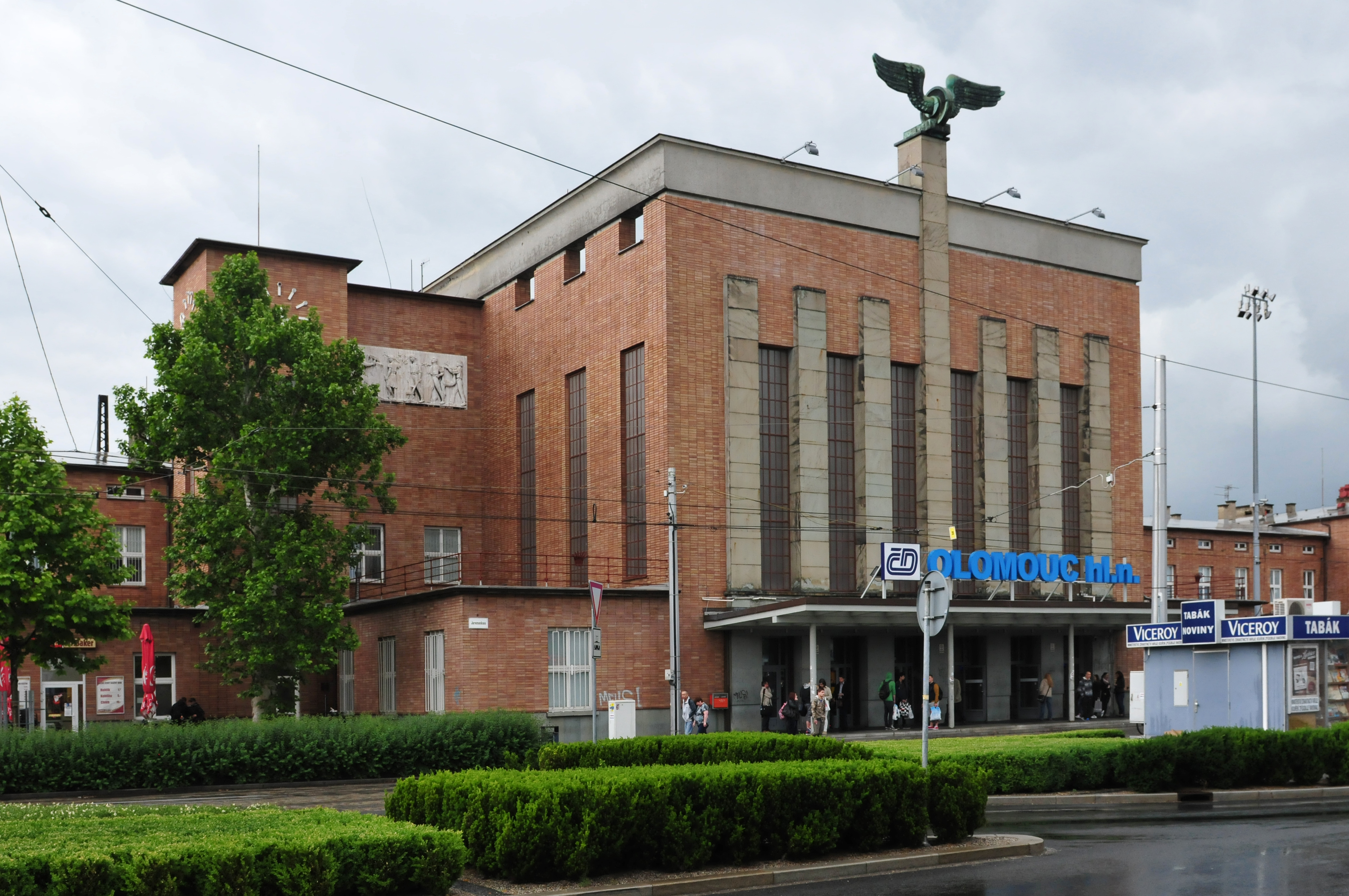
Olomouc hlavní nádraží, het beginpunt van de lijn
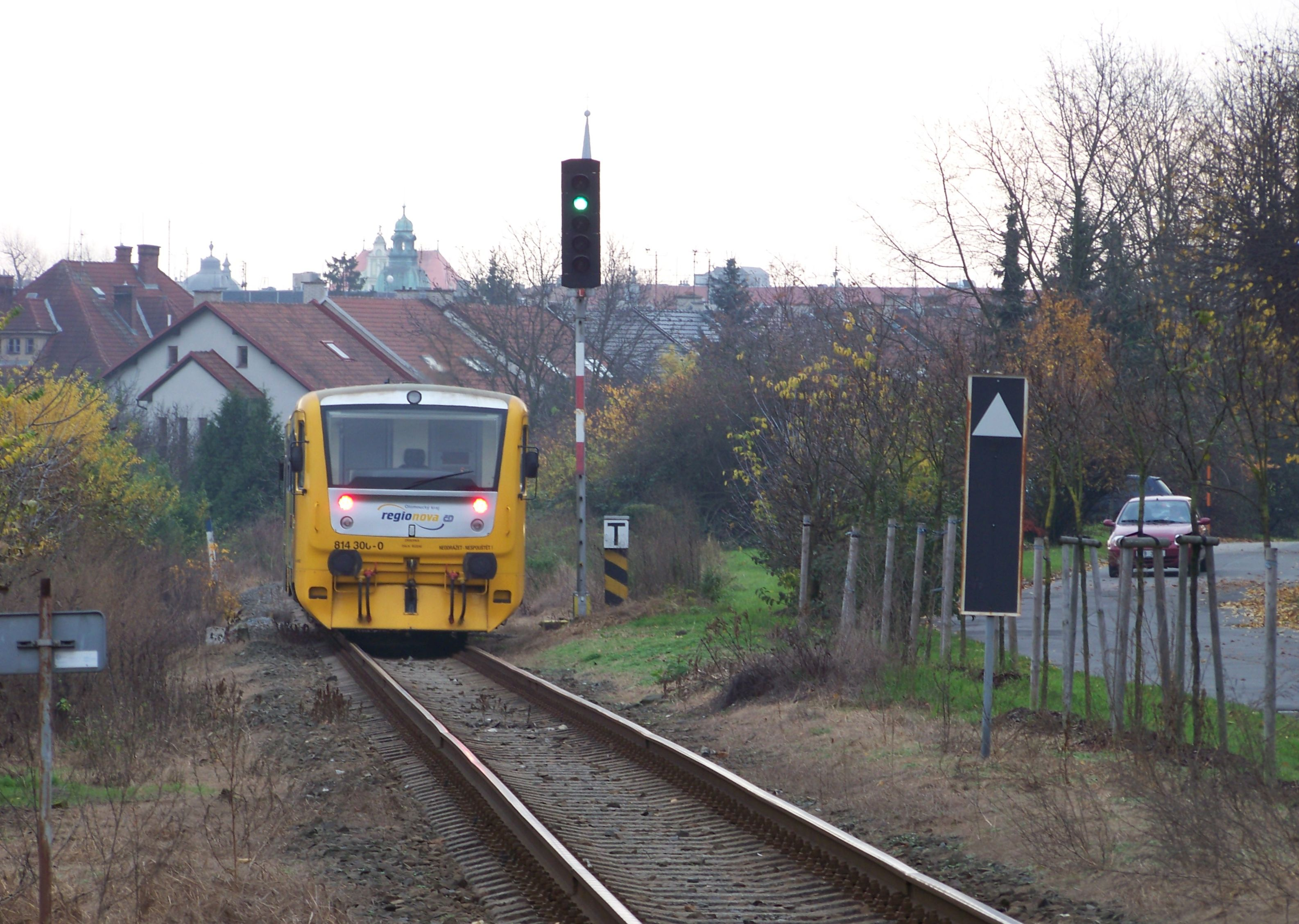
Een 814-klasse in de buurt van Hejčín
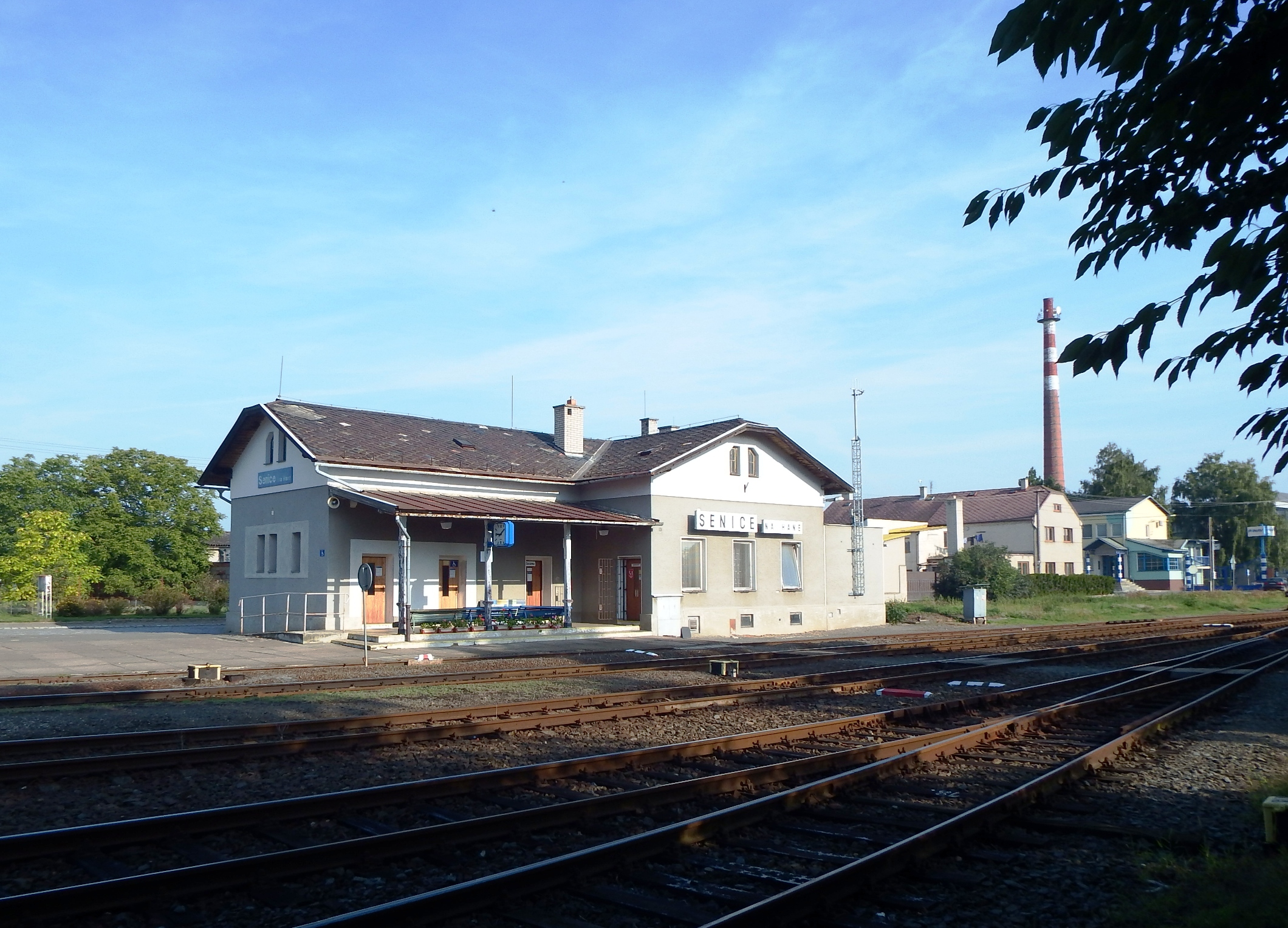
Senice na Hané
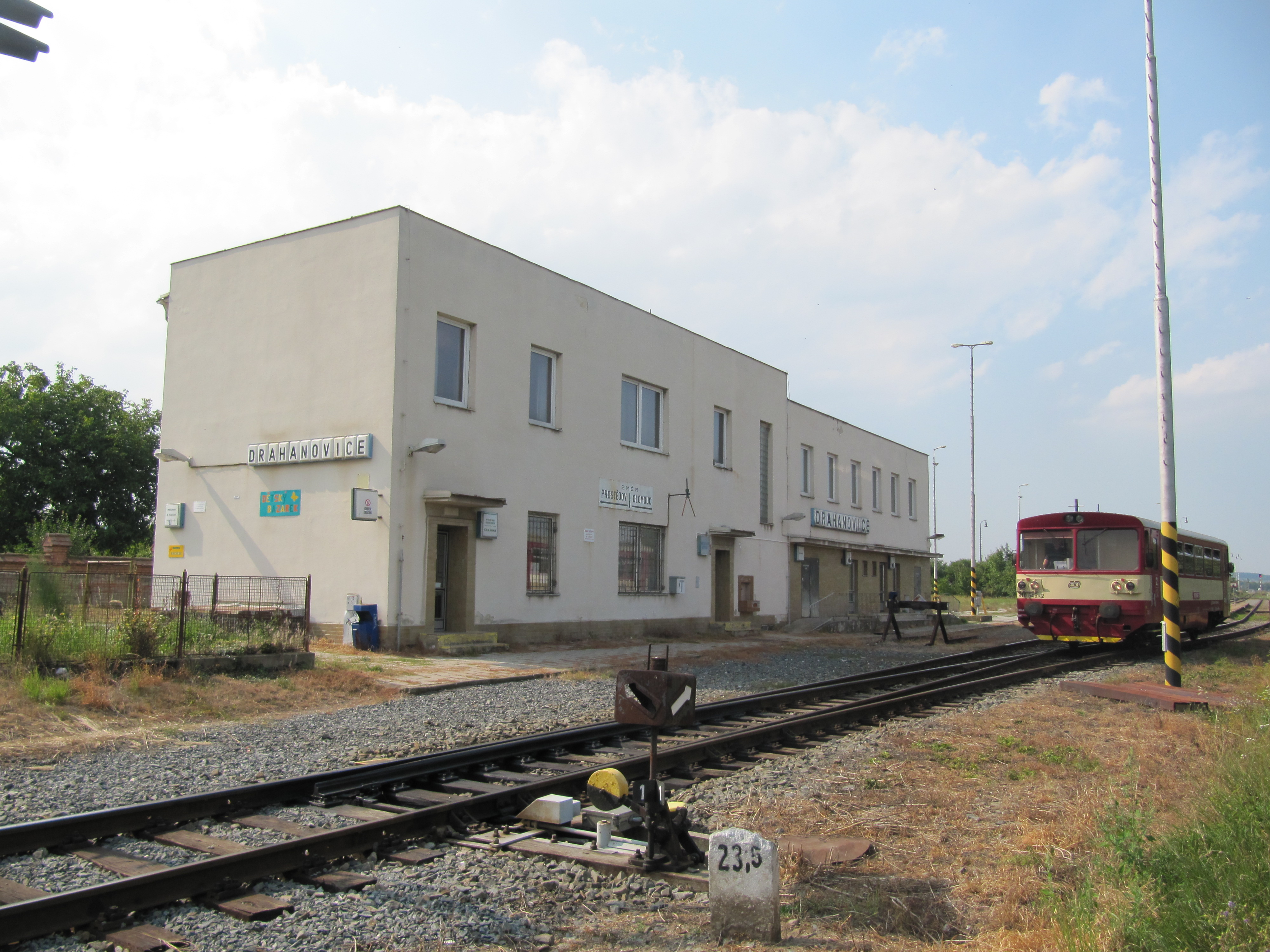
Drahanovice, het eindpunt van de lijn